# The Ghastly Ones
The Ghastly Ones és un grup de música surf i rock de garatge de Van Nuys. Les seves lletres s'inspiren i es recreen en els monstres del cinema de terror.

## Història
El primer concert de The Ghastly Ones va ser a l'Al's Bar la nit de Halloween de 1996, un local conegut per les actuacions de Misfits. Durant els seus primers directes, l'escenari sovint estava decorat amb làpides i teranyines per a donar a les seves actuacions un ambient adequat. El seu so i aspecte únics van cridar l'atenció de Rob Zombie, que va publicar el seu primer àlbum, A-Haunting We Will Go-Go l'any 1998 amb el seu segell Zombie-A-Go-Go Records, una filial de Geffen Records. Els àlbums posteriors es van publicar amb el seu propi segell independent, Ghastly Plastics Co.
El 2007, The Ghastly Ones van fer una gira per la Costa Est i pel Japó per primera vegada. La seva música va aparèixer a l'episodi de Halloween de Bob Esponja titulat «Scaredy Pants» i al remake del 2009 de Night of the Demons. El bateria i cofundador del grup Norman «Baron Shivers» és maquillador i creador de monstres de pel·lícules, el teclista Dave Klein «Captain Clegg» va fundar un estudi de gravació i producció, i el guitarrista Garrett «Dr. Lehos» toca també als grups Satan's Pilgrims i Venturesmania.

## Discografia

### Àlbums
- A-Haunting We Will Go-Go (CD, LP, 1998)[5]
- All-Plastic Assembly Kit (CD, 2005)
- Target: Draculon (CD, 2006)
- Unearthed (CD, 2007)[6]

### EP
- Dare To Go-Go Ghostly With The Ghastly Ones (1998, 7")
- Gears n' Ghoulfinks (2009, 7")